# Динамо (ватерпольний клуб, Київ)
Ватерпольний клуб «Динамо» Київ — чоловічий ватерпольний клуб із Києва. Заснований 1938 року. Володарі кубку СРСР (1980). Чемпіон України (2000). Володар Кубку України (2005). Багаторазові срібні та бронзові призери чемпіонатів СРСР та України.

## Історія
Команда Києва почала брати участь у чемпіонатах СРСР з 1938 року під назвою «Воднік». До чемпіонату СРСР 1962 року кияни виступали під назвою ДСО «Воднік», «Більшовик», «Іскра» — 1950 рік, «ОДО»-Київ — 1951 рік, «СКІФ-Київ» — 1961 рік.
Тільки у 1962 році команда дебютувала під прапором «Динамо» та зайняла 11-те місце. Очолював команду у ті часи Жорж Петрович Колесніков.
Поступово команда набиралася ігрового досвіду, а в 1964 році тренером команди «Динамо» став Михайло Михайлович Авдєєв. У тому ж році «Динамо» зайняло 8-ме місце в чемпіонаті СРСР, у 1965 році — 9-те місце, 1966 році — 7-ме місце, 1968 році — 7-ме місце, 1969 році — 8-ме місце, 1970 році — 4 місце, у 1971 та 1972 роках — 9-те місце. У 1973 командою було здобуто 4-те місце, а у 1974 та 1975 роках «Динамо» вперше в своїй історії отримало бронзові медалі чемпіонату. В наступному, 1976 році, кияни виграли вже срібні медалі, в 1977 році — бронзові.
Наступні роки були для «Динамо» менш вдалими: 1978 рік — 6-те місце, 1979 рік — 4-те місце, 1980 рік — 8-ме місце, 1981 рік — 8-ме місце, 1982 рік — 5-те місце, 1983 рік — 9-те місце, 1984 рік — 5-те місце. Варто відмітити, що у 1980 році, не дивлячись на невдачу у чемпіонаті, «Динамо» вперше виграло Кубок СРСР.

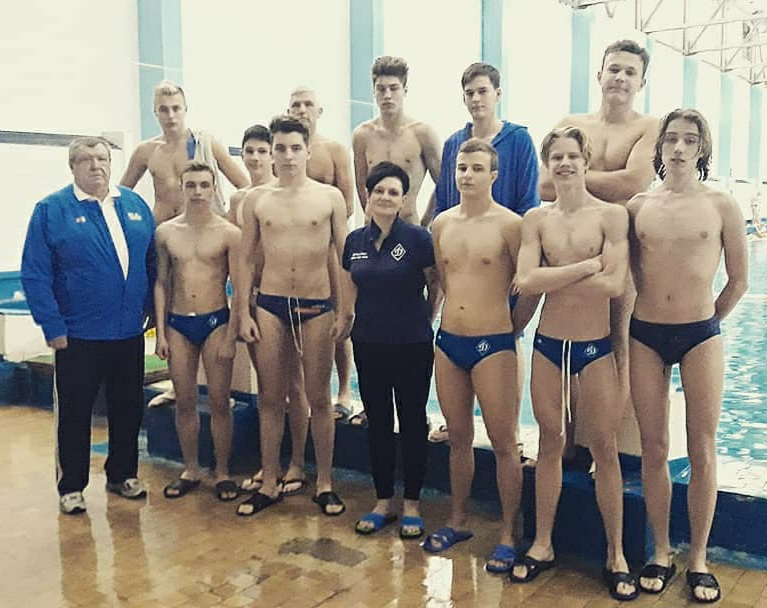
Поточний склад ВК "Динамо" Київ

У цей час у «Динамо» змінився тренер: після переходу Михайла Авдєєва на викладацьку роботу, команду очолив Баркалов Олексій Степанович, а потім його заміняли Олександр Сергйович Захаров та Олександр Михайлович Войтович. Останній й досі тренує київську команду та є її головним тренером.
Значний внесок у розвиток водного поло в київській організації «Динамо» вніс гравець, а потім і тренер Владислав Павлович Механошин. Під його керівництвом юнацька команда «Динамо» неодноразово завойовувала призові місця на першостях України. Багато його вихованців поповнили основний склад та успішно виступали в команді майстрів «Динамо».
У часи незалежності України, в 1997 році «Динамо» зайняло 2-ге місце на Спартакіаді України, а в 1999 році — 1-ше місце у цих змаганнях. У 2000 році кияни виграли чемпіонат України, в 2001 році — зайняли друге місце. В 2005 році «Динамо» під керівництвом Качалова Олександра Юрійовича стає бронзовим призером чемпіонату України та завойовує Кубок України.
Починаючи з 2006 року команда майстрів «Динамо» перестає брати участь в чемпіонатах України, а весь склад переходить працювати до комплексної СДЮШОР «Динамо» міста Києва. Тренери й донині займаються там практичною роботою в басейні «КПІ», готують молодих спортсменів, беруть участь в юнацьких змаганнях.
У 2016 та 2018 році команда два рази виграла Чемпіонат Києва з водного поло та утримує титул чемпіона і до сьогодні.

## Досягнення

### Чемпіонат Києва
- Чемпіон(2) - 2016, 2018

### Чемпіонат України
- Чемпіон(1) - 2000
- Срібний призер(2) - 1984, 2001
- Бронзовий призер(3) - 1965, 1996, 2006

### Кубок України
- Володар(3) - 2002, 2004, 2006
- Фіналіст(1) - 2001

### СРСР
Чемпіонат СРСР
- Срібний призер(1) - 1976
- Бронзовий призер(3) - 1974, 1975, 1977

Кубок СРСР
- Володар(1) - 1980